# Trizonia

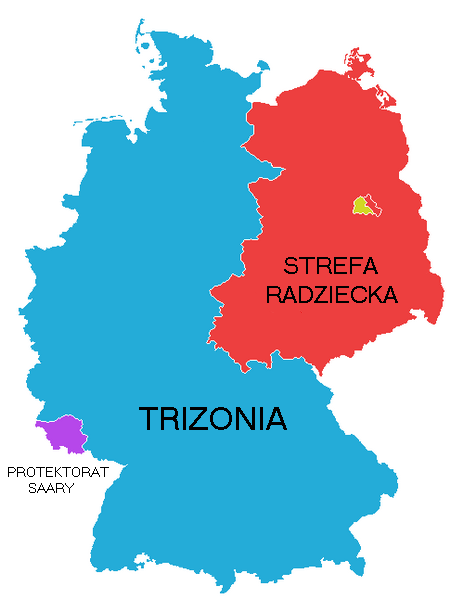
Trizonia

Trizonia – poszerzona strefa okupacyjna Niemiec, powstała po dołączeniu 8 kwietnia 1949 roku francuskiej strefy okupacyjnej w Niemczech do Bizonii, czyli połączonych stref amerykańskiej i brytyjskiej. Miało to na celu ujednolicenie gospodarki. 7 września 1949 roku z Trizonii powstała Republika Federalna Niemiec (RFN). Granice Trizonii nie pokrywały się z późniejszą granicą Niemiec, ponieważ Trizonia nie obejmowała Protektoratu Saary, który przyłączono do RFN dopiero w 1957.